# 2019–2020-as francia labdarúgó-bajnokság (első osztály)
A 2019–2020-as Ligue 1 a francia labdarúgó-bajnokság 82. alkalommal megrendezésre kerülő legmagasabb szintű versenye. A címvédő a Paris Saint-Germain csapata. A szezon 2019. augusztus 9-én kezdődött és a 2020. április 28-án fejeződött be.
2020. március 13-án a Covid19-pandémia kitörése következtében határozatlan időre felfüggesztették a Ligue 1 és a Ligue 2 bajnokságot. Április 28-án bejelentették, hogy nem folytatódnak a bajnokságok, mivel szeptemberig nem rendezhetnek Franciaországban semmilyen sporteseményt. Két nappal később a liga megállapította a hivatalos végeredményeket, ami szerint a bajnok a Paris Saint-Germain lett, az élvonalból az Amiens és a Toulouse esett ki, valamint a másodosztály bajnoka a Lorient lett és a Lens csapatával együtt feljutott az élvonalba.

## Csapatok

### Csapatváltozások
| Feljutott az első osztályba | Kiesett a másodosztályba |
| --------------------------- | ------------------------ |
| Metz Brest                  | Caen Guingamp            |

A másodosztály első két helyezettje (a Mezt és a Brest) feljutott, valamint a másodosztály rájátszás győztese, a Le Mans az előző élvonalbeli bajnokság 18. helyezettjével, a Dijon-nal szemben alulmaradt. Az előző idény utolsó két helyezettje (a Caen és a Guingamp) automatikusan kiesett a második vonalba.

### Résztvevők és stadionjaik
| Klub          | Város             | Stadion                 | Befogadóképesség | 2018–2019-es szezon |
| ------------- | ----------------- | ----------------------- | ---------------- | ------------------- |
| Amiens        | Amiens            | Stade de la Licorne     | 12 097           | 15.                 |
| Angers        | Angers            | Stade Raymond Kopa      | 17 835           | 13.                 |
| Bordeaux      | Bordeaux          | Matmut Atlantique       | 42 115           | 14.                 |
| Brest         | Brest             | Stade Francis-Le Blé    | 15 097           | Ligue 2, 2.         |
| Dijon         | Dijon             | Stade Gaston Gérard     | 18 376           | 18.                 |
| Lille         | Villeneuve-d’Ascq | Stade Pierre-Mauroy     | 50 157           | 2.                  |
| Lyon          | Décines-Charpieu  | Groupama Stadium        | 59 186           | 3.                  |
| Marseille     | Marseille         | Orange Vélodrome        | 67 394           | 5.                  |
| Metz          | Metz              | Stade Saint-Symphorien  | 25 636           | Ligue 2, 1.         |
| Monaco        | Monaco            | II. Lajos Stadion       | 18 523           | 17.                 |
| Montpellier   | Montpellier       | Stade de la Mosson      | 32 939           | 6.                  |
| Nantes        | Nantes            | Stade de la Beaujoire   | 37 473           | 12.                 |
| Nice          | Nizza             | Allianz Riviera         | 35 624           | 7.                  |
| Nîmes         | Nîmes             | Stade des Costières     | 18 482           | 9.                  |
| PSG           | Párizs            | Parc des Princes        | 48 583           | 1.                  |
| Reims         | Reims             | Stade Auguste Delaune   | 21 684           | 8.                  |
| Rennes        | Rennes            | Roazhon Park            | 29 778           | 10.                 |
| Saint-Étienne | Saint-Étienne     | Stade Geoffroy-Guichard | 41 965           | 4.                  |
| Strasbourg    | Strasbourg        | Stade de la Meinau      | 29 230           | 11.                 |
| Toulouse      | Toulouse          | Stadium Municipal       | 33 150           | 16.                 |

### Vezetőedzők, csapatkapitányok, gyártók és mezszponzorok
| Csapat              | Vezetőedző          | Csapatkapitány      | Gyártó cég            | Mezszponzor                                         |
| ------------------- | ------------------- | ------------------- | --------------------- | --------------------------------------------------- |
| Amiens              | Luka Elsner         | Prince-Désir Gouano | Puma                  | Intersport                                          |
| Angers              | Stéphane Moulin     | Ismaël Traoré       | Kappa                 | Scania (H), Bodet (I)                               |
| Bordeaux            | Paulo Sousa         | Benoît Costil       | Puma                  | Groupe Sweetcom (H), Bistro Régent (I), Winamax (3) |
| Brest               | Olivier Dall'Oglio  | Gaëtan Belaud       | Nike                  | Quéguiner (H), Yaourts Malo (A)                     |
| Dijon               | Stéphane Jobard     | Júlio Tavares       | Lotto                 | Roger Martin (H), Suez (I & 3)                      |
| Lille               | Christophe Galtier  | José Fonte          | New Balance           | Boulanger                                           |
| Lyon                | Rudi Garcia         | Memphis Depay       | Adidas                | Hyundai, Veolia (Európa)                            |
| Marseille           | André Villas-Boas   | Steve Mandanda      | Puma                  | Uber Eats                                           |
| Monaco              | Robert Moreno       | Kamil Glik          | Kappa                 | Fedcom                                              |
| Metz                | Vincent Hognon      | Renaud Cohade       | Nike                  | Moselle                                             |
| Montpellier         | Michel Der Zakarian | Vitorino Hilton     | Nike                  | Sud de France                                       |
| Nantes              | Christian Gourcuff  | Abdoulaye Toure     | New Balance           | Synergie                                            |
| Nice                | Patrick Vieira      | Dante Bonfim        | Macron                | Mutuelles du Soleil                                 |
| Nîmes               | Bernard Blaquart    | Anthony Briançon    | Puma                  | Hectare                                             |
| Paris Saint-Germain | Thomas Tuchel       | Thiago Silva        | Nike, Jordan (Európa) | Accor                                               |
| Reims               | David Guion         | Alaixys Romao       | Umbro                 | Emporio Armani                                      |
| Rennes              | Julien Stéphan      | Damien Da Silva     | Puma                  | Samsic                                              |
| Saint-Étienne       | Claude Puel         | Loïc Perrin         | Le Coq Sportif        | Aesio                                               |
| Strasbourg          | Thierry Laurey      | Stefan Mitrović     | Adidas                | ÉS Énergies (H), Croisi Europe (I)                  |
| Toulouse            | Denis Zanko         | Max-Alain Gradel    | Joma                  | Triangle Interim                                    |

### Vezetőedző-váltások
| Csapat        | Távozott vezetőedző  | A távozás módja         | A távozás ideje    | Helyezés a tabellán | Érkezett vezetőedző | A kinevezés ideje  |
| ------------- | -------------------- | ----------------------- | ------------------ | ------------------- | ------------------- | ------------------ |
| Brest         | Jean-Marc Furlan     | Lejárt a szerződése     | 2019. május 17.    | A szezon előtt      | Olivier Dall'Oglio  | 2019. május 26.    |
| Lyon          | Bruno Génésio        | Lejárt a szerződése     | 2019. május 25.    | A szezon előtt      | Sylvinho            | 2019. május 25.    |
| Saint-Étienne | Jean-Louis Gasset    | Lejárt a szerződése     | 2019. május 25.    | A szezon előtt      | Ghislain Printant   | 2019. május 25.    |
| Marseille     | Rudi Garcia          | Lemondott               | 2019. május 25.    | A szezon előtt      | André Villas-Boas   | 2019. május 28.    |
| Amiens        | Christophe Pélissier | a Lorienthez szerződött | 2019. május 29.    | A szezon előtt      | Luka Elsner         | 2019. június 19.   |
| Dijon         | Antoine Kombouaré    | Lemondott               | 2019. június 10.   | A szezon előtt      | Stéphane Jobard     | 2019. június 20.   |
| Nantes        | Vahid Halilhodžić    | Kölcsönös egyetértéssel | 2019. augusztus 2. | A szezon előtt      | Christian Gourcuff  | 2019. augusztus 8. |
| Saint-Étienne | Ghislain Printant    | Kirúgták                | 2019. október 4.   | 19.                 | Claude Puel         | 2019. október 4.   |
| Lyon          | Sylvinho             | Kirúgták                | 2019. október 7.   | 14.                 | Rudi Garcia         | 2019. október 14.  |
| Toulouse      | Alain Casanova       | Kölcsönös egyetértéssel | 2019. október 10.  | 18.                 | Antoine Kombouaré   | 2019. október 14.  |
| Monaco        | Leonardo Jardim      | Kirúgták                | 2019. december 28. | 7.                  | Robert Moreno       | 2019. december 28. |
| Toulouse      | Antoine Kombouaré    | Kirúgták                | 2020. január 5.    | 20.                 | Denis Zanko         | 2020. január 6.    |

## Tabella
| Hely. | Csapat              | M  | Gy | D  | V  | G+ | G– | Gk  | P  | Továbbjutás vagy kiesés          |
| ----- | ------------------- | -- | -- | -- | -- | -- | -- | --- | -- | -------------------------------- |
| 1.    | Paris Saint-Germain | 27 | 22 | 2  | 3  | 75 | 24 | +51 | 68 | Bajnokok Ligája–csoportkör       |
| 2.    | Marseille           | 28 | 16 | 8  | 4  | 41 | 29 | +12 | 56 | Bajnokok Ligája–csoportkör       |
| 3.    | Rennes              | 28 | 15 | 5  | 8  | 38 | 24 | +14 | 50 | Bajnokok Ligája, 3. selejtezőkör |
| 4.    | Lille               | 28 | 15 | 4  | 9  | 35 | 27 | +8  | 49 | Európa-liga–csoportkör           |
| 5.    | Reims               | 28 | 10 | 11 | 7  | 26 | 21 | +5  | 41 |                                  |
| 6.    | Nice                | 28 | 11 | 8  | 9  | 41 | 38 | +3  | 41 |                                  |
| 7.    | Lyon                | 28 | 11 | 7  | 10 | 42 | 27 | +15 | 40 |                                  |
| 8.    | Montpellier         | 28 | 11 | 7  | 10 | 35 | 34 | +1  | 40 |                                  |
| 9.    | Monaco              | 28 | 11 | 7  | 10 | 44 | 44 | 0   | 40 |                                  |
| 10.   | Angers              | 28 | 11 | 6  | 11 | 28 | 33 | −5  | 39 |                                  |
| 11.   | Strasbourg          | 27 | 11 | 5  | 11 | 32 | 32 | 0   | 38 |                                  |
| 12.   | Bordeaux            | 28 | 9  | 10 | 9  | 40 | 34 | +6  | 37 |                                  |
| 13.   | Nantes              | 28 | 11 | 4  | 13 | 28 | 31 | −3  | 37 |                                  |
| 14.   | Brest               | 28 | 8  | 10 | 10 | 34 | 37 | −3  | 34 |                                  |
| 15.   | Metz                | 28 | 8  | 10 | 10 | 27 | 35 | −8  | 34 |                                  |
| 16.   | Dijon               | 28 | 7  | 9  | 12 | 27 | 37 | −10 | 30 |                                  |
| 17.   | Saint-Étienne       | 28 | 8  | 6  | 14 | 29 | 45 | −16 | 30 |                                  |
| 18.   | Nîmes               | 28 | 7  | 6  | 15 | 29 | 44 | −15 | 27 | Osztályozó                       |
| 19.   | Amiens              | 28 | 4  | 11 | 13 | 31 | 50 | −19 | 23 | Kiesik a Ligue 2-be              |
| 20.   | Toulouse            | 28 | 3  | 4  | 21 | 22 | 58 | −36 | 13 | Kiesik a Ligue 2-be              |

## Eredmények
| Hazai \ Vendég | AMI | ANG | BOR | BRE | DIJ | LIL | OL  | OM  | MET | ASM | MON | FCN | NIC | NMS | PSG | REI | REN | STE | STR | TFC |
| -------------- | --- | --- | --- | --- | --- | --- | --- | --- | --- | --- | --- | --- | --- | --- | --- | --- | --- | --- | --- | --- |
| Amiens         | —   | —   | 1–3 | 1–0 | 1–1 | 1–0 | 2–2 | 3–1 | 0–1 | 1–2 | 1–2 | 1–2 | —   | —   | 4–4 | 1–1 | —   | —   | 0–4 | 0–0 |
| Angers         | 1–1 | —   | 3–1 | 0–1 | 2–0 | 0–2 | —   | 0–2 | 3–0 | 0–0 | 1–0 | 2–0 | 1–1 | 1–0 | —   | 1–4 | —   | 4–1 | 1–0 | —   |
| Bordeaux       | —   | —   | —   | 2–2 | 2–2 | —   | 1–2 | 0–0 | 2–0 | 2–1 | 1–1 | 2–0 | 1–1 | 6–0 | 0–1 | —   | —   | 0–1 | 0–1 | —   |
| Brest          | 2–1 | 0–1 | 1–1 | —   | 2–0 | —   | 2–2 | —   | 2–0 | —   | —   | 1–1 | 0–0 | —   | 1–2 | 1–0 | 0–0 | 3–2 | 5–0 | 1–1 |
| Dijon          | —   | —   | 0–2 | 3–0 | —   | 1–0 | —   | 0–0 | 2–2 | 1–1 | 2–2 | 3–3 | —   | 0–0 | 2–1 | —   | 2–1 | 1–2 | 1–0 | 2–1 |
| Lille          | —   | 2–1 | 3–0 | 1–0 | 1–0 | —   | 1–0 | 1–2 | 0–0 | —   | 2–1 | 2–1 | —   | 2–2 | 0–2 | —   | 1–0 | 3–0 | 2–0 | 3–0 |
| Lyon           | 0–0 | 6–0 | 1–1 | —   | 0–0 | 0–1 | —   | —   | 2–0 | —   | —   | 0–1 | 2–1 | —   | 0–1 | —   | 0–1 | 2–0 | 1–1 | 3–0 |
| Marseille      | 2–2 | 0–0 | 3–1 | 2–1 | —   | 2–1 | 2–1 | —   | —   | —   | 1–1 | 1–3 | —   | 3–1 | —   | 0–2 | 1–1 | 1–0 | 2–0 | 1–0 |
| Metz           | 1–2 | —   | 1–2 | —   | —   | —   | 0–2 | 1–1 | —   | 3–0 | 2–2 | 1–0 | —   | 2–1 | 0–2 | 1–1 | 0–1 | 3–1 | 1–0 | 2–2 |
| Monaco         | 3–0 | 1–0 | —   | 4–1 | 1–0 | 5–1 | 0–3 | 3–4 | —   | —   | 1–0 | —   | 3–1 | 2–2 | 1–4 | 1–1 | 3–2 | —   | 1–3 | —   |
| Montpellier    | 4–2 | 0–0 | —   | 4–0 | 2–1 | —   | 1–0 | —   | 1–1 | 3–1 | —   | —   | 2–1 | 1–0 | 1–3 | —   | 0–1 | 1–0 | 3–0 | 3–0 |
| Nantes         | —   | 1–2 | 0–1 | —   | 1–0 | 0–1 | —   | 0–0 | 0–0 | 0–1 | 1–0 | —   | 1–0 | —   | 1–2 | 1–0 | 1–0 | 2–3 | —   | 2–1 |
| Nice           | 2–1 | 3–1 | 1–1 | 2–2 | 2–1 | 1–1 | 2–1 | 1–2 | 4–1 | 2–1 | —   | —   | —   | 1–3 | 1–4 | 2–0 | 1–1 | —   | —   | 3–0 |
| Nîmes          | 1–1 | 1–0 | —   | 3–0 | 2–0 | —   | 0–4 | 2–3 | 1–1 | 3–1 | —   | 0–1 | 1–2 | —   | —   | 2–0 | 0–1 | 0–1 | —   | 1–0 |
| Paris SG       | 4–1 | 4–0 | 4–3 | —   | 4–0 | 2–0 | 4–2 | 4–0 | —   | 3–3 | 5–0 | 2–0 | —   | 3–0 | —   | 0–2 | —   | —   | 2–0 | 4–0 |
| Reims          | —   | 0–0 | 1–1 | 1–0 | 1–2 | 2–0 | 1–1 | —   | 0–1 | 0–0 | 1–0 | —   | 1–1 | 0–0 | —   | —   | 1–0 | 3–1 | 0–0 | —   |
| Rennes         | 3–1 | 2–1 | 1–0 | 0–0 | —   | 1–1 | —   | 0–1 | —   | —   | 5–0 | 3–2 | 1–2 | 2–1 | 2–1 | 0–1 | —   | 2–1 | —   | 3–2 |
| Saint-Étienne  | 2–2 | —   | 1–1 | 1–1 | —   | —   | 1–0 | 0–2 | 0–1 | 1–0 | 0–0 | 0–2 | 4–1 | 2–1 | 0–4 | 1–1 | —   | —   | —   | 2–2 |
| Strasbourg     | 0–0 | —   | —   | —   | —   | 1–2 | 1–2 | —   | 1–1 | 2–2 | 1–0 | 2–1 | 1–0 | 4–1 | —   | 3–0 | 0–2 | 2–1 | —   | 4–2 |
| Toulouse       | 2–0 | 0–2 | 1–3 | 2–5 | 1–0 | 2–1 | 2–3 | 0–2 | —   | 1–2 | —   | —   | 0–2 | —   | —   | 0–1 | 0–2 | —   | 0–1 | —   |

### Helyezések fordulónként
| Csapat ╲ Forduló | 1      | 2  | 3  | 4  | 5  | 6  | 7  | 8  | 9  | 10 | 11 | 12 | 13 | 14 | 15 | 16 | 17 | 18 | 19 | 20 | 21 | 22 | 23 | 24 | 25 | 26 | 27 | 28 | 29 | 30 | 31 | 32 | 33 | 34 | 35 | 36 | 37 | 38 |  |
| ---------------- | ------ | -- | -- | -- | -- | -- | -- | -- | -- | -- | -- | -- | -- | -- | -- | -- | -- | -- | -- | -- | -- | -- | -- | -- | -- | -- | -- | -- | -- | -- | -- | -- | -- | -- | -- | -- | -- | -- |  |
| Csapat ╲ Forduló | Amiens | 14 | 9  | 16 | 18 | 16 | 14 | 15 | 16 | 11 | 13 | 14 | 12 | 15 | 16 | 16 | 17 | 17 | 17 | 18 | 18 | 18 | 18 | 19 | 19 | 19 | 19 | 19 | 19 | 19 |    |    |    |    |    |    |    |    |  |
| Angers           | 3      | 11 | 6  | 4  | 7  | 2  | 2  | 2  | 3  | 5  | 5  | 2  | 3  | 3  | 3  | 8  | 12 | 10 | 8  | 10 | 10 | 12 | 13 | 14 | 14 | 13 | 13 | 10 |    |    |    |    |    |    |    |    |    |    |  |
| Bordeaux         | 17     | 16 | 9  | 11 | 9  | 8  | 5  | 7  | 4  | 6  | 8  | 6  | 7  | 4  | 5  | 3  | 5  | 7  | 13 | 13 | 13 | 10 | 12 | 8  | 10 | 10 | 12 | 12 |    |    |    |    |    |    |    |    |    |    |  |
| Brest            | 11     | 12 | 7  | 12 | 13 | 15 | 13 | 18 | 12 | 9  | 6  | 9  | 12 | 14 | 15 | 12 | 14 | 15 | 15 | 14 | 14 | 14 | 14 | 13 | 13 | 13 | 14 | 14 |    |    |    |    |    |    |    |    |    |    |  |
| Dijon            | 15     | 18 | 20 | 20 | 20 | 20 | 20 | 20 | 19 | 19 | 20 | 17 | 18 | 17 | 18 | 16 | 16 | 16 | 16 | 16 | 16 | 17 | 17 | 17 | 18 | 17 | 17 | 16 |    |    |    |    |    |    |    |    |    |    |  |
| Lille            | 6      | 9  | 4  | 10 | 5  | 6  | 3  | 4  | 5  | 7  | 3  | 5  | 5  | 10 | 8  | 4  | 3  | 3  | 4  | 5  | 5  | 4  | 4  | 4  | 4  | 4  | 4  | 4  |    |    |    |    |    |    |    |    |    |    |  |
| Lyon             | 1      | 1  | 2  | 5  | 8  | 9  | 11 | 11 | 14 | 17 | 13 | 10 | 14 | 9  | 7  | 10 | 7  | 8  | 12 | 7  | 7  | 6  | 6  | 9  | 11 | 10 | 5  | 7  |    |    |    |    |    |    |    |    |    |    |  |
| Marseille        | 18     | 17 | 13 | 8  | 4  | 5  | 6  | 5  | 9  | 4  | 7  | 4  | 2  | 2  | 2  | 2  | 2  | 2  | 2  | 2  | 2  | 2  | 2  | 2  | 2  | 2  | 2  | 2  | 2  |    |    |    |    |    |    |    |    |    |  |
| Metz             | 10     | 4  | 10 | 15 | 17 | 18 | 16 | 17 | 20 | 16 | 19 | 19 | 17 | 18 | 17 | 18 | 18 | 18 | 17 | 17 | 17 | 16 | 16 | 16 | 15 | 15 | 15 | 15 |    |    |    |    |    |    |    |    |    |    |  |
| Monaco           | 20     | 20 | 19 | 19 | 19 | 19 | 18 | 12 | 16 | 14 | 11 | 15 | 11 | 13 | 14 | 13 | 11 | 9  | 7  | 9  | 9  | 13 | 10 | 7  | 5  | 5  | 7  | 9  |    |    |    |    |    |    |    |    |    |    |  |
| Montpellier      | 16     | 14 | 12 | 14 | 12 | 12 | 10 | 10 | 7  | 8  | 10 | 11 | 6  | 6  | 4  | 6  | 10 | 12 | 9  | 6  | 6  | 5  | 5  | 5  | 6  | 6  | 6  | 8  |    |    |    |    |    |    |    |    |    |    |  |
| Nantes           | 13     | 14 | 11 | 7  | 3  | 7  | 4  | 3  | 2  | 2  | 2  | 3  | 9  | 8  | 6  | 9  | 6  | 5  | 5  | 4  | 4  | 9  | 11 | 12 | 12 | 12 | 11 | 13 |    |    |    |    |    |    |    |    |    |    |  |
| Nice             | 7      | 2  | 5  | 3  | 6  | 3  | 7  | 6  | 8  | 11 | 15 | 13 | 13 | 15 | 12 | 14 | 13 | 13 | 10 | 11 | 11 | 8  | 8  | 11 | 9  | 9  | 9  | 6  |    |    |    |    |    |    |    |    |    |    |  |
| Nîmes            | 19     | 19 | 18 | 13 | 14 | 11 | 12 | 15 | 15 | 18 | 18 | 20 | 20 | 20 | 19 | 19 | 20 | 20 | 19 | 19 | 19 | 19 | 18 | 18 | 17 | 17 | 18 | 18 |    |    |    |    |    |    |    |    |    |    |  |
| Paris SG         | 2      | 8  | 3  | 1  | 1  | 1  | 1  | 1  | 1  | 1  | 1  | 1  | 1  | 1  | 1  | 1  | 1  | 1  | 1  | 1  | 1  | 1  | 1  | 1  | 1  | 1  | 1  | 1  | 1  | 1  | 1  | 1  |    |    |    |    |    |    |  |
| Reims            | 4      | 5  | 8  | 6  | 11 | 10 | 8  | 9  | 6  | 3  | 4  | 7  | 8  | 7  | 11 | 11 | 9  | 6  | 6  | 8  | 8  | 7  | 7  | 10 | 8  | 8  | 8  | 5  |    |    |    |    |    |    |    |    |    |    |  |
| Rennes           | 8      | 3  | 1  | 2  | 2  | 4  | 9  | 8  | 10 | 12 | 9  | 14 | 10 | 11 | 10 | 7  | 4  | 4  | 3  | 3  | 3  | 3  | 3  | 3  | 3  | 3  | 3  | 3  |    |    |    |    |    |    |    |    |    |    |  |
| Saint-Étienne    | 5      | 6  | 14 | 16 | 15 | 17 | 19 | 19 | 13 | 10 | 12 | 8  | 4  | 5  | 9  | 5  | 8  | 11 | 14 | 15 | 15 | 15 | 15 | 15 | 16 | 16 | 16 | 17 |    |    |    |    |    |    |    |    |    |    |  |
| Strasbourg       | 11     | 13 | 17 | 17 | 18 | 16 | 17 | 13 | 17 | 20 | 16 | 16 | 16 | 12 | 13 | 15 | 15 | 14 | 11 | 12 | 12 | 11 | 9  | 6  | 7  | 7  | 10 | 11 |    |    |    |    |    |    |    |    |    |    |  |
| Toulouse         | 9      | 7  | 15 | 9  | 10 | 13 | 14 | 14 | 18 | 15 | 17 | 18 | 19 | 19 | 20 | 20 | 19 | 19 | 20 | 20 | 20 | 20 | 20 | 20 | 20 | 20 | 20 | 20 | 20 | 20 |    |    |    |    |    |    |    |    |  |

## Statisztika
| Helyezés | Játékos           | Klub                | Gólok |
| -------- | ----------------- | ------------------- | ----- |
| 1        | Wissam Ben Yedder | Monaco              | 18    |
| 1        | Kylian Mbappé     | Paris Saint-Germain | 18    |
| 3        | Moussa Dembélé    | Lyon                | 16    |
| 4        | Neymar            | Paris Saint-Germain | 13    |
| 4        | Victor Osimhen    | Lille               | 13    |
| 6        | Habib Diallo      | Metz                | 12    |
| 6        | Mauro Icardi      | Paris Saint-Germain | 12    |
| 8        | Darío Benedetto   | Marseille           | 11    |
| 8        | Kasper Dolberg    | Nice                | 11    |
| 10       | Denis Bouanga     | Saint-Étienne       | 10    |
| 10       | M’Baye Niang      | Rennes              | 10    |

| Helyezés | Játékos             | Klub                | Gólpasszok |
| -------- | ------------------- | ------------------- | ---------- |
| 1        | Ángel Di María      | Paris Saint-Germain | 14         |
| 2        | Iszlam Szlimani     | Monaco              | 8          |
| 3        | Yoann Court         | Brest               | 7          |
| 4        | Jonathan Ikoné      | Lille               | 6          |
| 4        | Pierre Lees-Melou   | Nice                | 6          |
| 4        | Neymar              | Paris Saint-Germain | 6          |
| 7        | Wissam Ben Yedder   | Monaco              | 5          |
| 7        | Romain Del Castillo | Rennes              | 5          |
| 7        | Gaël Kakuta         | Amiens              | 5          |
| 7        | Gaëtan Laborde      | Montpellier         | 5          |
| 7        | Kylian Mbappé       | Paris Saint-Germain | 5          |
| 7        | Moses Simon         | Nantes              | 5          |
| 7        | Marco Verratti      | Paris Saint-Germain | 5          |

### Mesterhármasok
| Játékos             | Klub      | Ellenfél      | Végeredmény                                                         | Dátum                |
| ------------------- | --------- | ------------- | ------------------------------------------------------------------- | -------------------- |
| Casimir Ninga       | Angers    | Saint-Étienne | 4–1 (H)                                                             | 2019. szeptember 22. |
| Cristian Battocchio | Brest     | Strasbourg    | 5–0 (H)                                                             | 2019. december 3.    |
| Josh Maja           | Bordeaux  | Nîmes         | 6–0 (H)                                                             | 2019. december 3.    |
| Darío Benedetto     | Marseille | Nîmes         | 3–2 (I) Archiválva 2020. július 10-i dátummal a Wayback Machine-ben | 2020. február 28.    |

### A hónap legjobb játékosai
| Hónap      | Hónap Játékosa      | Hónap Játékosa      | Források |
| Hónap      | Játékos             | Csapat              | Források |
| ---------- | ------------------- | ------------------- | -------- |
| Augusztus  | Eduardo Camavinga   | Rennes              | [ 31 ]   |
| Szeptember | Victor Osimhen      | Lille               | [ 32 ]   |
| Október    | Thiago Silva        | Paris Saint-Germain | [ 33 ]   |
| November   | Jeff Reine-Adélaïde | Lyon                | [ 34 ]   |
| December   | Wissam Ben Yedder   | AS Monaco           | [ 35 ]   |
| Január     | Neymar              | Paris Saint-Germain | [ 36 ]   |

## Csapatok régiónkénti bontásban
| Csapatok száma | Régió vagy ország          | Csapat(ok)                     |
| -------------- | -------------------------- | ------------------------------ |
| 3              | Occitanie                  | Montpellier, Nîmes és Toulouse |
| 3              | Grand Est                  | Metz, Reims és Strasbourg      |
| 2              | Auvergne-Rhône-Alpes       | Lyon és Saint-Étienne          |
| 2              | Bretagne                   | Brest és Stade Rennais         |
| 2              | Hauts-de-France            | Amiens és Lille                |
| 2              | Loire mente                | Angers és Nantes               |
| 2              | Provence-Alpes-Côte d’Azur | Marseille és Nice              |
| 1              | Bourgogne-Franche-Comté    | Dijon                          |
| 1              | Île-de-France              | Paris Saint-Germain            |
| 1              | Monaco                     | Monaco                         |
| 1              | Normandia                  | Caen                           |
| 1              | Új-Aquitania               | Bordeaux                       |